# Soy yo
Soy yo è il quinto album in studio della cantautrice portoricana Kany García. L'album, registrato a Porto Rico, è stato pubblicato da Sony Music il 18 maggio 2018 e nello stesso giorno raggiunge il quarto posto nella Top Latin Albums di Billboard.

## Tracce
1. Arriésgate a Intentarlo
2. Bailemos un Blues
3. A Mis Amigos (featuring Melendi)
4. Sin Tu Cariño
5. Confieso
6. Sácala a Bailar
7. Para Siempre
8. Soy Yo
9. Dejarte Ir
10. Que Viva la Gente
11. Banana Papaya (featuring Residente)

## Classifiche
| Chart                          | Posizione massima |
| ------------------------------ | ----------------- |
| U.S Billboard Top Latin Albums | 4                 |
| U.S Billboard Latin Pop Albums | 2                 |